# Coming of Age (Memphis Bleek)
Coming of Age è l'album di debutto del rapper statunitense Memphis Bleek, pubblicato il 3 agosto del 1999. Distribuito dalle etichette Def Jam e Roc-A-Fella, vede la collaborazione di artisti come Jay-Z, Beanie Sigel e Ja Rule. Alle basi si alternano molti produttori, tra gli altri anche Swizz Beatz e Irv Gotti.
Il 14 settembre del 1999 la RIAA lo certifica disco d'oro.
L'album riceve poche recensioni: USA Today gli assegna 3 stelle su 4, AllMusic 3 stelle su 5, mentre Rolling Stones valuta l'album con 2 stelle su 5.

## Tracce
1. Pain in da Ass Intro – 0:43
2. Who's Sleeping (featuring Reb) – 2:40 (musica: Patrick Viala)
3. Memphis Bleek Is... – 4:08 (musica: Swizz Beatz)
4. What You Think of That (featuring Jay-Z) – 4:40 (musica: Buckwild)
5. Murda 4 Life (featuring Ja Rule) – 4:47 (musica: Mr. Fingers, Irv Gotti)
6. You're All Welcome (Pain Interlude) – 0:37
7. Stay Alive In NYC – 4:14 (musica: J-Runnah)
8. You a Thug Nigga – 4:14 (musica: Irv Gotti)
9. N.O.W. (featuring Da Ranjahz) – 4:16 (musica: Dark Half)
10. Everybody – 4:00 (musica: Omen)
11. I Won't Stop (featuring Dark Half) – 3:07 (musica: Big Demi)
12. My Hood to Your Hood (featuring Beanie Sigel) – 3:47 (musica: Mr. Fingers, Irv Gotti)
13. Why You Wanna Hate For (featuring N.O.R.E.) – 3:49 (musica: The Burn Unit)
14. Regular Cat – 5:12 (musica: J-Runnah)

Durata totale: 50:14

## Classifiche

### Classifiche settimanali
| Classifica (1999)         | Posizione massima |
| ------------------------- | ----------------- |
| Stati Uniti               | 7                 |
| US Top R&B/Hip-Hop Albums | 1                 |